# Българско училище „Кирил и Методий“ (Париж)
Българско училище „Кирил и Методий“ (на френски: Ecole bulgare "Cyrille et Méthode") в Париж е лицензирано българско неделно училище в чужбина по смисъла на ПМС 334

## История
Училището е създадено от асоциация „Български език – език европейски“ през октомври 2006 г.
Има за цел да разпространява българския език и култура чрез системно обучение, съобразено с изискванията на българското Министерство на образованието, както и на френското законодателство, отнасящо се до дейността на асоциации и техни образователни структури.

## Обучение
Училището приема за обучение деца от 6 до 18 години независимо от тяхната националност и социален статут. Те могат да бъдат българофони, франкофони или двуезични на тези два езика. Юноши на 19 и повече години се записват, ако се обучават в средно учебно заведение.
Преподаваните предмети са български език и литература, история и география на България.
Училището отговаря на образователните нужди на два типа публика: деца, временно пребиваващи във Франция, и деца, постоянно живеещи в тази страна. Обучението е съобразено с изискванията на българското Министерство на образованието и има за цел, от една страна, получаването в края на всяка учебна година на удостоверение за проведено обучение признато в България, а от друга страна, подготовка за явяване на матура по български език (трети чужд език факултативно) при завършване на средно образование във Франция. За целта училището сътрудничи с Националния институт за източни езици в Париж, който провежда този изпит.
Предлаганите от училището курсове се финансират от членски внос, обществени помощи, субсидии, фирмени и частни дарения и др. Управителният съвет може да учредява стипендии или да разрешава безплатен прием на ученици, които нямат друга възможност за изучаване на български език.
Училището предлага освен курсовете и други дейности на своите ученици: празници (Нова година, Баба Марта, 24 май), ваканции в България, посещения на обекти в Париж, свързани с българската култура, контакти с други училища по български език в чужбина и др.
В училището работят дипломирани и висококвалифицирани учителки с дългогодишен опит. То започва учебни занятия през ноември 2006 г. с 24 ученици. За 7 години съставът е нараснал 7 пъти.